# Pancerniki typu Deutschland
Pancerniki typu Deutschland – typ niemieckich pancerników z okresu przed I wojną światową, I wojny światowej, okresu międzywojennego i II wojny światowej. Istniał również późniejszy typ niemieckich krążowników ciężkich typu Deutschland – tzw. „pancerników kieszonkowych”.
Pancerniki typu Deutschland należały do generacji przeddrednotów. Typ ten był rozwinięciem poprzedniego typu Braunschweig, zachowując takie samo uzbrojenie główne, lecz z nieco grubszym pancerzem i silniejszą artylerią średnią. Ogólna ich konstrukcja wywodziła się z wcześniejszych typów Kaiser i Wittelsbach.
Zbudowano pięć okrętów tego typu:
- „Deutschland” – wodowany w 1904 roku, w służbie od 1906 roku;
- „Hannover” – wodowany w 1905 roku, w służbie od 1907 roku;
- „Pommern” – wodowany w 1905 roku, w służbie od 1907 roku;
- „Schlesien” – wodowany w 1906 roku, w służbie od 1908 roku;
- „Schleswig-Holstein” – wodowany w 1906 roku, w służbie od 1908 roku. Ostatni przeddrednot zbudowany dla niemieckiej floty wojennej.

## Służba
Okręty te używane były bojowo w czasie I wojny światowej, będąc już jednostkami przestarzałymi. Cała piątka brała udział w bitwie jutlandzkiej w składzie 2. eskadry pancerników. W bitwie tej, 1 czerwca 1916 roku o godz. 2:10 w nocy, pancernik „Pommern” został storpedowany przez brytyjskie niszczyciele i zatonął z całą załogą (był jedynym pancernikiem, jaki Kaiserliche Marine utraciła w akcji podczas całej I wojny światowej).
Po I wojnie światowej zezwolono Niemcom zachować w służbie przestarzałe pancerniki, w tym typu Deutschland. „Deutschland” został skreślony z listy floty w 1920 roku, następnie złomowany. „Hannover” od lat 30. służył jako ćwiczebny okręt-cel, został złomowany w 1944–1945 roku.

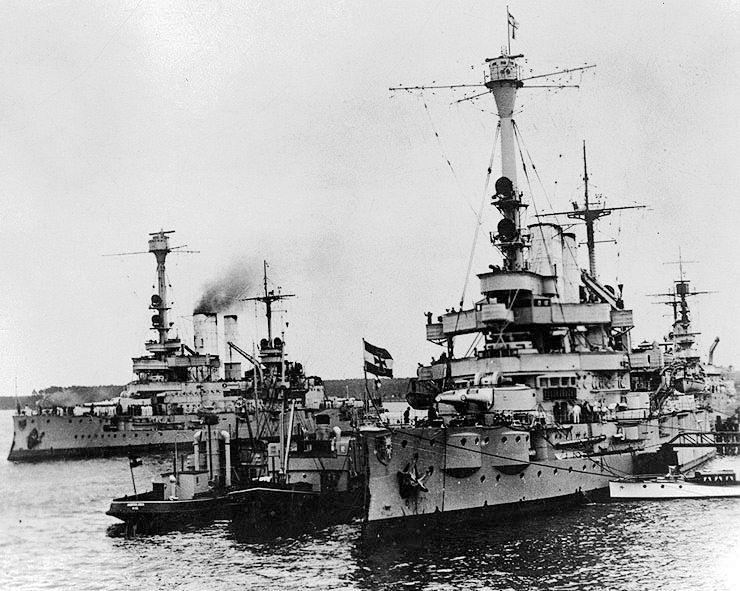
Na pierwszym planie: „Schleswig-Holstein”, z lewej: „Schlesien” w 1930 roku

Pozostałe dwa okręty wzięły ograniczony udział w II wojnie światowej. „Schleswig-Holstein” w latach 1926–1935 był okrętem flagowym floty niemieckiej, od 1936 roku używany był jako okręt szkolny. Jego zdjęcie (jeszcze z trzema kominami) otwiera sekcję ilustracyjną niemieckiego rocznika flot „Taschenbuch der Kriegsflotten” 1922, redagowanego w tym czasie przez kmdr. B. Weyera - pierwszego wydania TdK po przegranej I wojnie światowej (zob. TdK 1922). W roku 1929 „Schleswig-Holstein”, wraz z bliźniaczym okrętem „Elsass”, uwalniał na wodach niemieckich statki handlowe uwięzione przez zwały kry lodowej. Wśród tych statków był m.in. polski parowiec „Tczew”. „Schleswig-Holstein” wszedł ponownie do akcji już od pierwszych minut wojny, ostrzeliwując Westerplatte 1 września 1939 roku, a w kwietniu 1940 roku uczestniczył w niemieckiej inwazji na Danię (ściślej - w zajęciu miast Nyborg i Korsör). Został zbombardowany przez lotnictwo brytyjskie w Gdyni 18 grudnia 1944 roku, na skutek czego zatonął. Po wojnie został podniesiony przez Rosjan i używany jako okręt-cel. Podobnie „Schlesien”, który w 1939 roku ostrzeliwał polskie pozycje na Helu, zatonął 4 maja 1945 roku w Świnoujściu po wejściu na minę, po czym został złomowany po wojnie.

## Dane techniczne
- koszt budowy: 24,3–25 mln marek
- uzbrojenie (w okresie I wojny światowej):
  - 4 działa kalibru 280 mm w dwóch dwudziałowych wieżach (masa pocisku 330 kg)
  - 14 dział kalibru 170 mm w kazamatach
  - 20 dział kalibru 88 mm
  - 6 podwodnych wyrzutni torped kalibru 450 mm
- po I wojnie światowej uzbrojenie średniego i małego kalibru zmieniało się na poszczególnych okrętach, uzbrojenie główne pozostało bez zmian.